# Louis Moréri
Louis Moréri (Bargemon, 25 marzo 1643 – Parigi, 10 luglio 1680) è stato uno storico francese.

## Biografia
Studioso di retorica e teologia, fu ordinato sacerdote a Lione; nel 1675 si trasferì a Parigi, come cappellano del vescovo di Apt. Autore di varie opere, è ricordato soprattutto per il suo Grand Dictionnaire historique, ou mélange curieux de l'histoire sacrée et profane, pubblicato per la prima volta a Lione nel 1674. L'opera, precorritrice delle grandi enciclopedie settecentesche, ebbe molte edizioni; l'ultima e più completa fu pubblicata in 10 volumi a Parigi nel 1759.